# Ditchingham
Ditchingham – wieś w Anglii, w hrabstwie Norfolk, w dystrykcie South Norfolk. Leży 21 km na południowy wschód od Norwich i 152 km na północny wschód od Londynu.
Miejscowość liczy 1614 mieszkańców.
Położona jest na skraju obszaru chronionej przyrody The Broads.